# El codi secret de la Bíblia
El codi secret de la Bíblia (The Bible Code) és un llibre publicat el 1997, escrit per Michael Drosnin que parla d'un suposat codi ocult dins de la Torà.
El llibre està basat en una tècnica descrita a l'estudi "Equidistant Letter Sequences in the Book of Genesis" ("Lletres equidistants en el llibre del Gènesi"), d'Eliyahu Rips de la Universitat Hebrea d'Israel, conjuntament amb Doron Witztum i Yoav Rosenberg.
Drosnin, que es declara ateu, parla en el llibre de com es descobrí el codi, en què consisteix, la informació amagada en la Torà referent a la història de la humanitat posterior a l'escriptura i que ajudaria a verificar que efectivament existeix informació codificada i aventura alguna predicció catastròfica sobre el futur. A més parla de les múltiples entrevistes que té ell amb importants persones de diversos governs en la seva recerca per evitar que aquestes prediccions catastròfiques esdevinguin reals.
El llibre va estar durant molt de temps en les llistes dels més venuts i va tenir una seqüela amb el títol El nou codi secret de la Bíblia (The Bible Code II) que es publicà el 2002. La seqüela no aportava res de nou. Simplement reflexionava sobre els possibles encerts i les errades de les preteses prediccions que havia realitzat des de la publicació del primer llibre fins a l'aparició del segon i relatava més entrevistes amb dignataris dels països implicats en les prediccions.
Després de la publicació del llibre, aparegueren a disposició del públic diversos programes d'ordinador, entre ells l'original que havia emprat Rips per desxifrar el codi i altres que l'imitaven amb millor o pitjor fortuna.
Aquest codi ha estat desacreditat a bastament. Amb el mateix sistema s'han trobat multitud de missatges i "prediccions" en els llibres més variats.